# Reginald Buckner
Reginald Becton-Buckner (Memphis, Tennessee, 12 de mayo de 1991) es un jugador de baloncesto estadounidense que pertenece a la plantilla de San Martín de Corrientes de la Liga Nacional de Básquet de Argentina. Con 2,06 metros de estatura, juega en la posición de ala-pívot.

## Trayectoria deportiva

### Universidad
Jugó cuatro temporadas con los Ole Miss Rebels de la Universidad de Misisipi, en las que promedió 6,9 puntos, 6,7 rebotes y 2,5 tapones por partido. En su última temporada lideró la Southeastern Conference en tapones, promediando 2,7 por partido. Fue incluido en el mejor quinteto freshman en primera temporada, mientras que en las tres siguientes apareció en el mejor quinteto defensivo.

### Profesional
Tras no ser elegido en el Draft de la NBA de 2013, si lo fue en el Draft de la NBA D-League, en la octava posición por los Erie BayHawks, pero acabó siendo traspasado a los Iowa Energy, donde sólo llegó a jugar cuatro partidos, en los que promedió 4,5 puntos y 6,3 rebotes.
Fichó en 2014 por el Maratonistas de Coamo del Baloncesto Superior Nacional de Puerto Rico, donde jugó una temporada en la que promedió 12,1 puntos y 10,3 rebotes por partido. Al término de la temporada fichó por los Soles de Mexicali mexicanos, donde únicamente disputó cinco partidos, en los que promedió 11,6 puntos y 9,6 rebotes.
En agosto de 2015 firmó con el Peñarol de Mar del Plata de la liga argentina, pero abandonó el equipo antes del comienzo de la temporada para fichar por el Maccabi Haifa. Allí jugó una temporada en la que promedió 8,2 puntos y 4,5 rebotes por partido.
En junio de 2016 fichó por los Metros de Santiago de la liga dominicana, y en agosto retornó a Israel para fichar por el Hapoel Eilat.
En el primer semestre de 2017 regresó al BSN de Puerto Rico como jugador de los Cariduros de Fajardo; y luego hizo su postergado debut en la máxima categoría argentina, pero como miembro del Salta Basket.
En agosto de 2025 se unió a San Martín de Corrientes de la Liga Nacional de Básquet de Argentina.